# Нашестя монстрів
«Нашестя монстрів» — фантастичний фільм 2009 року.

## Сюжет
Куперу сильно не пощастило. Він знову запізнився на роботу і його звільняють. Але не встиг він вийти за двері, як страшний звук, ніби з небес, позбавив його відчуттів. Отямився він у коконі з павутини. Кругом нього колишні товариші по службі і майже всі вони мертві. Почалося вторгнення на Землю гігантських комах. Будь-який їхній укус перетворює землянина в таку ж потворну тварюку. Купер, разом з донькою начальниці Сарою із залишившимися в живих людьми, намагаються вибратися з міста і врятуватися. По дорозі вони зустрічають спецназівця на пенсії і разом з ним починають війну з агресорами.